# Capverdians argentins
Els capverdians argentins són residents a l'Argentina amb ascendència de Cap Verd. Segons el cens de 1980 n'hi havia uns 8.000; però la població actual estimada per algunes fonts era d'uns 2.000 en 2007. Altres fonts estimen que el 2006 hi havia 12.000-15.000 descendents d'immigrants de Cap Verd vivint a Argentina, dels quals uns 300 són natius del continent africà. A diferència de la majoria d'afroargentins, que descendeixen de les víctimes del tràfic d'esclaus, la comunitat capverdiana va arribar al país de manera voluntària.

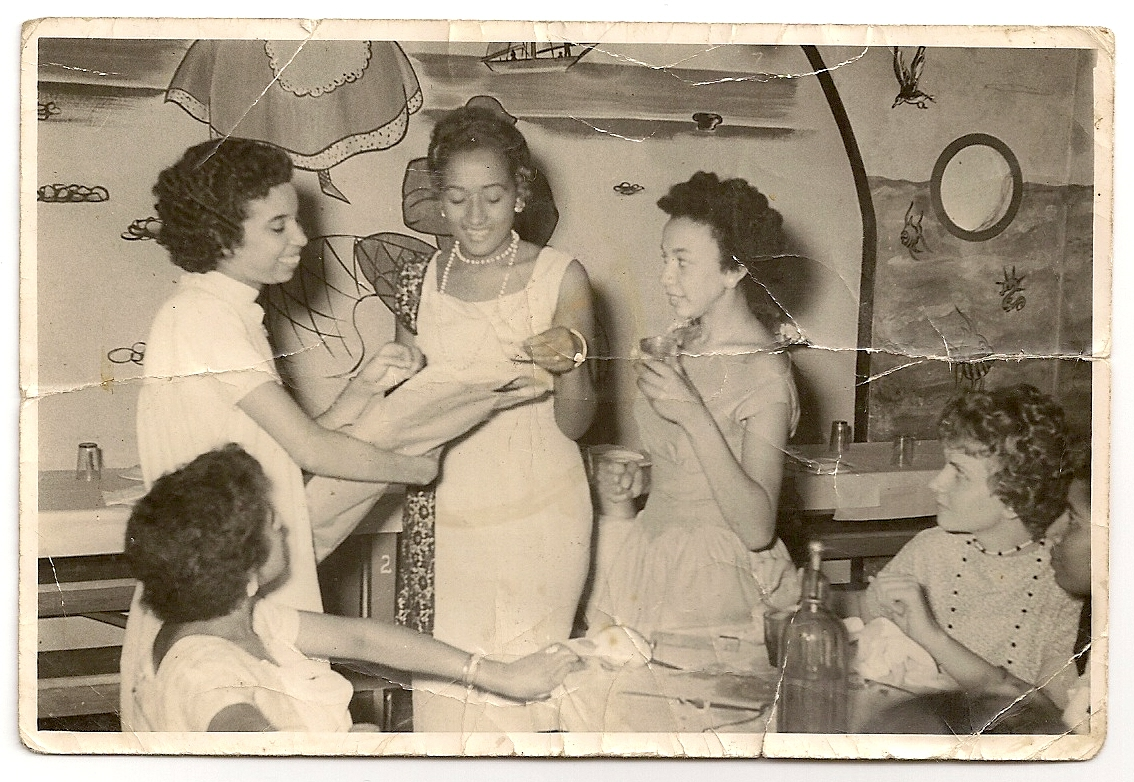
Grup de dones capverdianes.

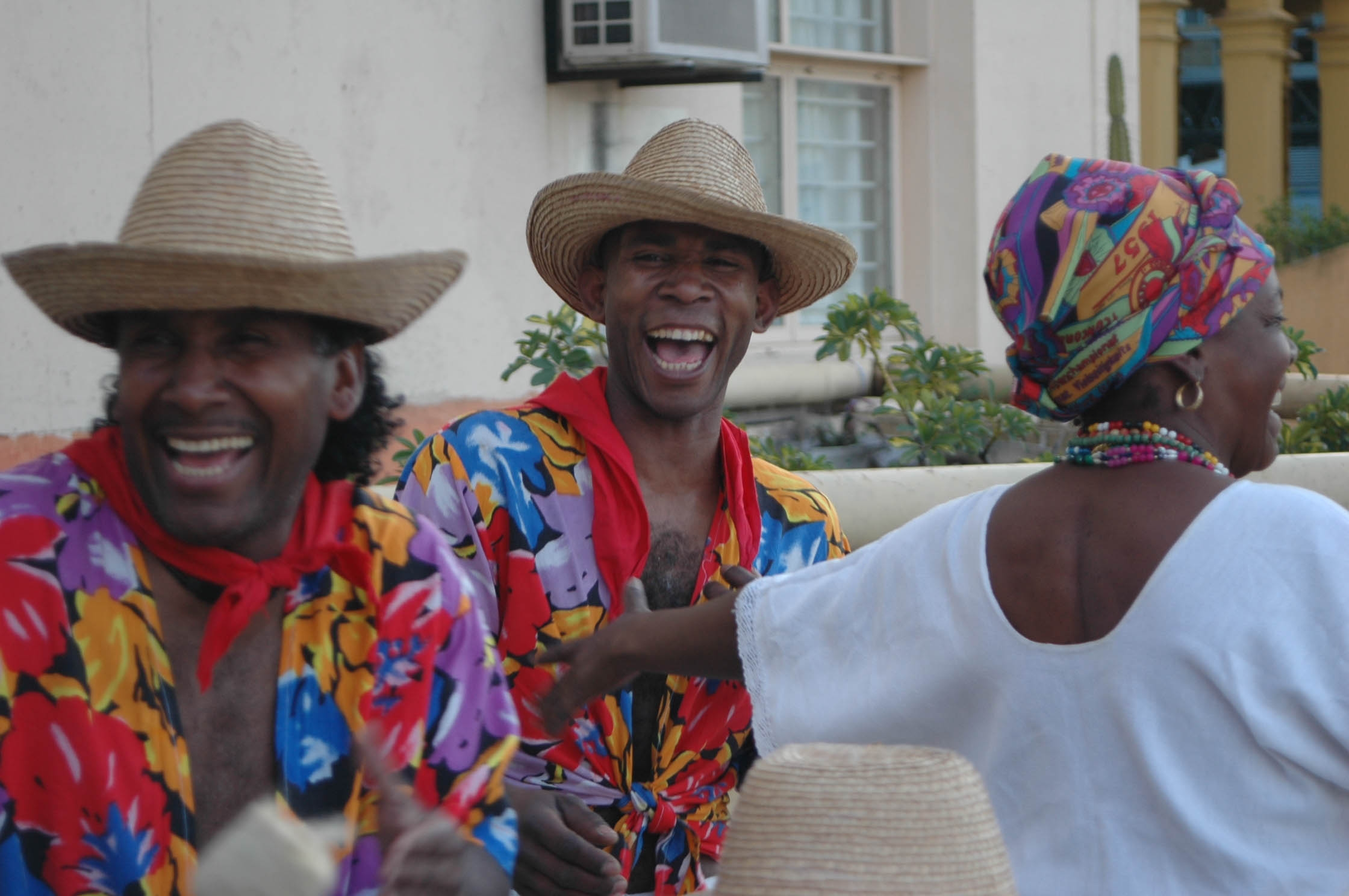
Capverdians de Buenos Aires.

La primera capverdians va emigrar a l'Argentina en petits nombres en el segle xix. El nombre van augmentar dràsticament des de la dècada de 1920 per la Segona Guerra Mundial. Els períodes de més activitat van ser entre 1927 i 1933 i el tercer, després de 1946. Van marxar de Cap Verd per falta de llocs de treball, recursos i oportunitats.
La majoria dels capverdians i els seus descendents se centren a la Província de Buenos Aires. Eren experts mariners i pescadors, raó per la qual la majoria d'ells es van establir prop de la costa o als ports, i van tenir feines relacionades amb el mar. Es van establir en ports com a Rosario, Buenos Aires, San Nicolás de los Arroyos, Bahía Blanca, Ensenada i Dock Sud. El 95% d'ells van aconseguir treball a la flota de l'Armada Argentina, a la marina mercant, o a la Flota Fluvial a YPF, drassanes o ELMA.
Molts intenten fer front a la discriminació en la societat predominantment europeo-argentina. Durant més de 60 anys han existit dues organitzacions per al suport mutu i l'intercanvi cultural. La Societat d'Ajuda Mútua "La Unió Capverdian" de Dock-Sud va ser fundada el 1932 i el Club Cultural i Esportiu Capverdià d'Ensenada va ser fundat pel mateix període.

## Notables argentins capverdians
- Fernando Tissone - futbolista
- Luis Medina Castro, actor.
- José Ramos Delgado, futbolista.
- Diego Alonso Gómez, actor.
- Ximena Capristo, vedette.